# Carl Lewis
Frederick Carlton „Carl” Lewis (Birmingham, Alabama, 1961. július 1. –) amerikai atléta, aki 10 olimpiai érmet (9 aranyat) és 10 világbajnoki érmet (8 aranyat) nyert 1979–1996 közötti pályafutása alatt. Az 1996-os olimpiai szereplése után visszavonult az aktív sporttól, majd színész lett, és több filmben játszott.

## Pályafutása
Lewis a rövidtávfutásban (100 m, 200 m) és távolugrásban jeleskedett. A Track & Field News 1982-ben, 1983-ban és 1984-ben az év atlétájának választotta. Több világcsúcsot állított fel 100 méteren, valamint a 4 × 100 m-es és 4 × 200 m-es váltókban. A fedett pályás távolugrás világrekordját 1984-től tartotta, és 65 egymást követő győzelmével a sportág egyik leghosszabb veretlenségi sorozatát mondhatja magáénak. Pályafutása során a 100 méteres távot tizenötször teljesítette 10 másodperc alatt, a 200 méteres távot pedig tíz esetben 20 másodperc alatt.
A Nemzetközi Olimpiai Bizottság 1999-ben az évszázad sportolójává nyilvánította. Az amerikai Sports Illustrated magazin az évszázad olimpikonjának nevezte.
2011-ben a Demokrata Párt színeiben indulni akart New Jersey állam szenátusi választásán, de nem került fel a listára, mivel nem felelt meg a helyi illetőség feltételeinek. Lewis tulajdonában áll a C.L.E.G. cég, amely marketinggel foglalkozik.
A 39566 Carllewis nevű kisbolygót róla nevezték el.